# فرخ بیگ
فرخ بیگ (۱۵۴۵ – ۱۶۱۵ (سن ۷۰)) نقاش اهل ایران بود. او پیش از این که در دربار گورکانی، اکبر کبیر، خدمت کند در دربار میرزا محمد حکیم فعالیت می‌کرد. سبک نقاشی او مؤثر سبک ایرانی بود و تا آخر عمر به آن پایبند بود. در دربار جهانگیرشاه نیز مورد توجه قرار داشت. او در طول عمر خود در چهار دربار حضور داشت.

## زندگی

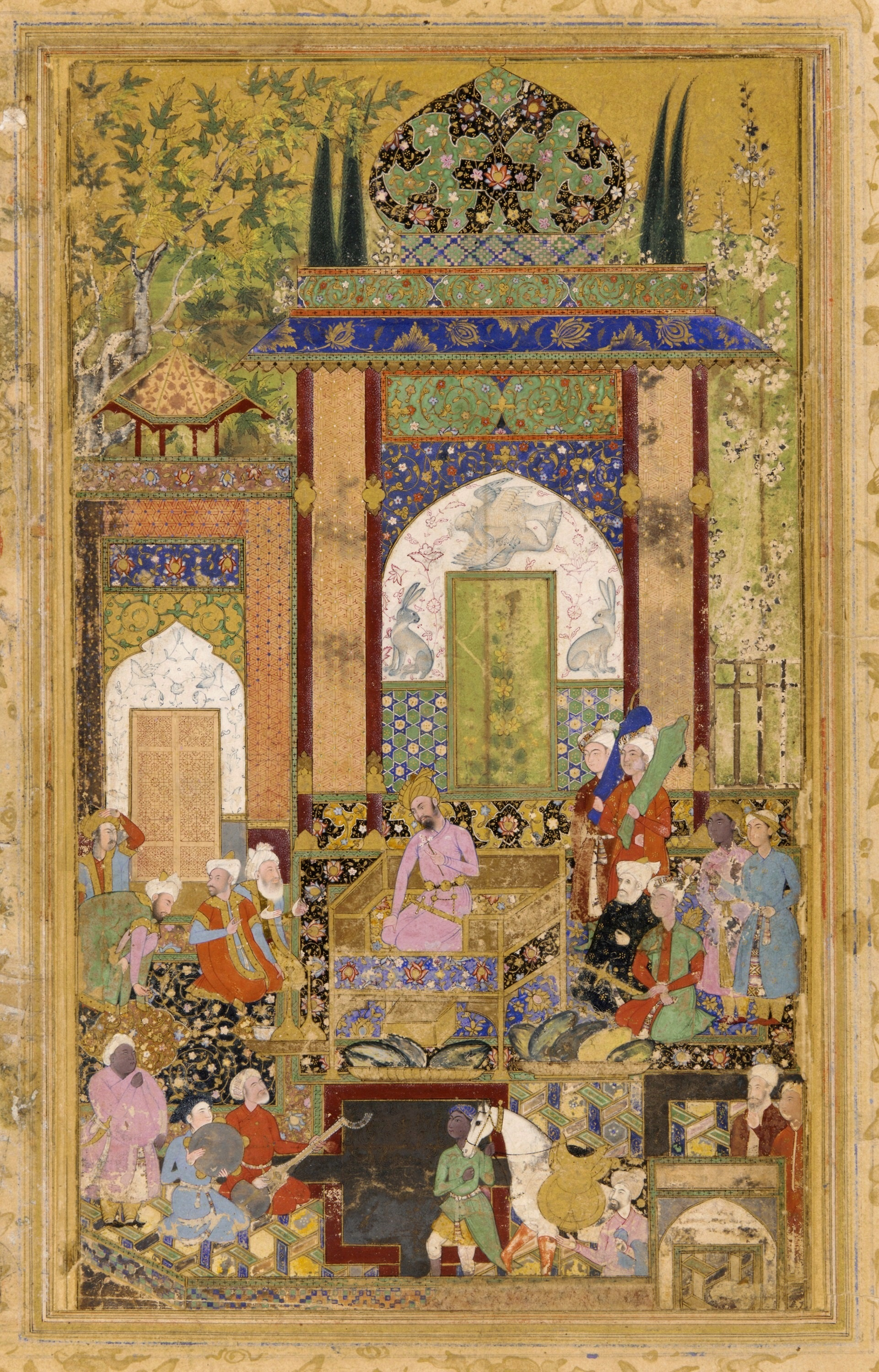
دربار بابر، ۱۵۸۹ اثر فرخ بیگ

او در ایران زاده شد و اصالتاً از قالموق‌ها بود، او در خراسان تعلیم دید و مدتی در دربار محمد حکیم میرزا برادر ناتنی اکبر خدمت می‌کرد. او بعد از مرگ محمد حکیم به دهلی رفت و به همراه عبدالصمد شیرازی از پایه‌گذاران مکتب گورکانی شدند.

### مرقع گلشن
از معروف‌ترین کارهای او مرقع گلشن بود که در کتابخانه گلستان در تهران نگهداری می‌شود.